# Atsushi Shindō
Atsushi Shindō (新堂敦士, Shindō Atsushi, ou Shindo, Shindou) est un chanteur japonais, auteur-compositeur, né le 7 avril 1969 à Osaka au Japon. Il sort une douzaine de singles et trois albums entre 2000 et 2006. Il écrit aussi pour d'autres artistes, dont Melon Kinenbi.

## Discographie
Albums
- 2002/06/26 : 君を壊したい〜Triple Zero〜
- 2004/01/14 : BRAND-NEW UPPER!
- 2006/09/20 : BA-ZOO-KA